# Иво Тасев
Вижте пояснителната страница за други личности с името Тасев.
Иво Тасев е български спортен журналист.
Роден е на 10 април 1969 г. в София, но е отраснал в Бургас. През 1988 г. завършва софийската английска гимназия със златен медал, а през 1998 г. се дипломира като магистър по българска филология в Софийския университет „Св. Климент Охридски“.
Работи в Спортния отдел на вестник „24 часа“ (1994 – 2000), вестник „7 дни спорт“ (2000 – 2003), където е и заместник главен редактор. След това за кратко е в информационна агенция „Фокус спорт“, а в периода декември 2003 – ноември 2007 година е редактор в отдел „Международен футбол“ на вестник „Меридиан мач“ и редактор на списание „Мач магазин“. От лятото на 2008 година е редактор на сайта www.topsport.bg и главен редактор на спортния всекидневник „Топспорт“ до спирането му през май 2010 година. В периода 2010 - 2021 г. е заместник главен редактор на вестник "Меридиан мач", преименуван на "Мач Телеграф".
Освен журналистически материали на спортна и футболна тематика, Иво Тасев пише и стихове. През 1999 г. под редакцията на Христо Фотев издава първата си стихосбирка „Прелистени мисли“.
През август 2008 година излиза книгата „Родени да побеждават“. В нея Иво Тасев е съавтор с треньора на мъжкия национален отбор на България по волейбол Мартин Стоев. Книгата разкрива много любопитни факти от „кухнята“ на тима в периода от началото на 2005 година до Олимпиадата в Китай през лятото на 2008 година. През септември същата година излиза и продължение на книгата с подзаглавие "Истината за „Аферата Пекин“, в което авторите разказват за проблемите на отбора по време на Олимпиада'2008.